# Blairsville (Georgia)
Blairsville es un pueblo ubicado en el condado de Union en el estado estadounidense de Georgia. En el censo de 2000, su población era de 659.

## Demografía
En el 2000 la renta per cápita promedia del hogar era de $14,120, y el ingreso promedio para una familia era de $24,712. El ingreso per cápita para la localidad era de $13,865. Los hombres tenían un ingreso per cápita de $21,953 contra $28,125 para las mujeres.

## Geografía
Blairsville se encuentra ubicado en las coordenadas 34°52′32″N 83°57′24″O / 34.87556, -83.95667 (34.875554, -83.956581).
Según la Oficina del Censo, la localidad tiene un área total de 2,8 km² (1,1 mi²), de la cual 2,8 km² (1,1 mi²) es tierra y 0 km² (0 mi²) (0.0%) es agua.